# Terry Steinbach
Terry Lee Steinbach (né le 2 mars 1962 à New Ulm, Minnesota, États-Unis) est un receveur de baseball qui a évolué dans les Ligues majeures de 1986 à 1999, notamment avec les Athletics d'Oakland.
Comme joueur, il participe à trois matchs d'étoiles, est choisi joueur par excellence de celui de 1988, joue dans trois Séries mondiales et remporte le titre avec Oakland 1989. Depuis 2013, il est instructeur des receveurs et adjoint à Ron Gardenhire chez les Twins du Minnesota.

## Carrière
Terry Steinbach est repêché au 16e tour de sélection par les Indians de Cleveland en 1980. Il s'engage plutôt à jouer pour l'Université du Minnesota et devient un choix de neuvième ronde des Athletics d'Oakland en 1983. Steinbach, un receveur, évolue pour cette équipe la majorité de sa carrière. Il fait ses débuts dans le baseball majeur le 12 septembre 1986, devient receveur principal du club dès 1987 et s'aligne sur les A's jusqu'en 1996. Il est invité à participer à trois matchs d'étoiles, ceux de 1988, 1989 et 1993. Receveur partant des étoiles de la Ligue américaine dans la partie d'étoiles de 1988 au Riverfront Stadium de Cincinnati, il frappe en troisième manche un coup de circuit contre Dwight Gooden et est nommé joueur par excellence du match, que les stars de l'Américaine remportent 2-1. Il est le premier joueur des Athletics à recevoir cet honneur.
Steinbach aide Oakland à remporter quatre championnats de division dont ceux, consécutifs, de 1988 à 1990 où chaque fois le club se rend en Série mondiale. Il détient une moyenne au bâton en carrière de ,281 en séries éliminatoires avec deux circuits et 14 points produits en 25 rencontres. Il frappe pour ,257 avec un circuit et sept produits en trois finales. Battus en 1988 et 1990, les A's et Steinbach remportent la Série mondiale 1989 sur les Giants de San Francisco. En 1990, il est derrière le marbre lors du match sans coup sûr réalisé par le lanceur des A's Dave Stewart. L'automne suivant, le receveur réussit cinq coups sûrs en 11 présences au bâton dans la Série de championnat contre Boston.
En saison régulière, sa meilleure saison en offensive est sa dernière pour Oakland en 1996, alors qu'il atteint des sommets personnels de 35 coups de circuit et 100 points produits en 145 parties.
Il dispute les trois dernières saisons de sa carrière, celles de 1997, 1998 et 1999, pour la franchise de son État natal, les Twins du Minnesota. Dans un de ses derniers matchs en septembre 1999, il est le receveur lors du match sans coup sûr du lanceur des Twins Eric Milton.
Terry Steinbach a joué 1546 parties dans le baseball majeur, dont 1199 pour les Athletics. Sa moyenne au bâton en carrière s'élève à ,271. Il compte 1453 coups sûrs, 162 circuits, 745 points produits et 638 points comptés.
En octobre 2012, Terry Steinbach est engagé par les Twins du Minnesota pour la saison 2013. Il devient entraîneur des receveurs et instructeur sur le banc aux côtés du gérant Ron Gardenhire.